# Liste der Bodendenkmäler in Holzkirchen (Unterfranken)
Auf dieser Seite sind die Bodendenkmäler in der unterfränkischen Gemeinde Holzkirchen zusammengestellt. Diese Tabelle ist eine Teilliste der Liste der Bodendenkmäler in Bayern. Grundlage ist die Bayerische Denkmalliste, die auf Basis des Bayerischen Denkmalschutzgesetzes vom 1. Oktober 1973 erstmals erstellt wurde und seither durch das Bayerische Landesamt für Denkmalpflege geführt wird. Die folgenden Angaben ersetzen nicht die rechtsverbindliche Auskunft der Denkmalschutzbehörde.

## Bodendenkmäler in Holzkirchen
| Lage                                                                               | Objekt | Akten-Nr.     | Bild           |
| ---------------------------------------------------------------------------------- | --- | ------------- | -------------- |
| Bergstraße 4 (Standort)                                                            | Archäologische Befunde im Bereich der frühneuzeitlichen katholischen Kirche Johannes der Täufer von Wüstenzell mit Körpergräbern im angrenzenden Kirchhof.                                                            | D-6-6223-0043 |                |
| Balthasar-Neumann-Straße 2, Klosterstraße 6, Balthasar-Neumann-Straße 4 (Standort) | Archäologische Befunde im Bereich des mittelalterlichen und neuzeitlichen ehemaligen Klosters St. Sixtus mit Nebengebäuden sowie der Klosterkirche und heutigen katholischen Pfarrkirche St. Michael von Holzkirchen. | D-6-6224-0035 | weitere Bilder |
| Kirchenweg 6 (Standort)                                                            | Archäologische Befunde im Bereich der frühneuzeitlichen katholischen Pfarrkirche St. Michael von Holzkirchen mit mittelalterlichem Vorgängerbau und Körperbestattungen im angrenzenden Friedhof.                      | D-6-6224-0110 |                |